# The Affectionate Punch
The Affectionate Punch è il primo album del gruppo scozzese Associates, pubblicato dalla Fiction Records nel 1980

## Tracce
Lato A
1. The Affectionate Punch – 3:30
2. Amused As Always – 4:20
3. Logan Time – 4:12
4. Paper House – 4:54
5. Transport to Central – 5:02

Lato B
1. A Matter of Gender – 4:30
2. Even Dogs in the Wild – 3:23
3. Would I... Bounce Back – 3:59
4. Deeply Concerned – 3:38
5. A – 3:57